# Giacomo Giovanetti
Giacomo Stefano Antonio Giovanetti (Giovannetti) (Orta, 1º giugno 1787 – Novara, 22 gennaio 1849) è stato un avvocato e politico italiano.

## Biografia
Di famiglia borghese (il padre era chirurgo), fu un avvocato tra i più rinomati del foro piemontese nell'epoca di Carlo Alberto.
Laureato in giurisprudenza a Pavia, allievo del Romagnosi, viene considerato un maestro dal conte di Cavour. Fu senatore e segretario del Senato stesso, membro del Consiglio di Stato e presidente della sezione "Grazia e Giustizia".
È ricordato per i suoi interventi nel campo dell'economia, dove, pur rimanendo sempre indipendente dal punto di vista politico, anche se vicino ai moderati, prende parte per un deciso liberoscambismo, che ne caratterizza tutta l'attività. La politica protezionista porta, come affermava il Giovanetti, molto ascoltato tra i consiglieri di Carlo Alberto, ad accumuli di ricchezza immeritata, e da ciò la necessità per il Piemonte di una dottrina economica esattamente contraria, quel liberismo che a fatica ma con fermezza si farà avanti dopo il 1830.
Viene ricordato in primo luogo per la libertà di utilizzo dell'acqua in agricoltura. L'acqua porta al terreno un valore aggiunto di grande importanza incrementandone la produttività quindi la distribuzione irrigua deve essere regolamentata determinando con giusto criterio la quantità ceduta dal proprietario all'utente. Sono campi d'indagine del Giovanetti il diritto di passaggio delle acque su fondo altrui per alimentare il proprio terreno, le servitù coatte per l'apertura di canali necessari alla bonifica quali gli scoli per paludi e acquitrini, la proprietà delle sponde, l'utilizzazione delle sorgenti "oziose" (così lasciate dal proprietario perché non direttamente interessato al loro uso) e tanto altro ancora.
Alla sua morte, nel 1849, l'amico Francesco Antonio Bianchini fu incaricato di scriverne l'epitaffio.

## Opere
L'opera principale per la quale è conosciuto in Europa è il “Du régime des eaux et particulièrement de celles qui servent aux irrigations”, scritto direttamente in francese per invito dell'ispettore dell'agricoltura di Francia De Mauny de Mornay e pubblicato a Parigi nel 1844 destinato a far chiarezza nell'esistente coacervo di norme incomplete, vaghe, ingiuste, confuse e a volte contraddittorie. Le proposte normative esposte nel Régime des eaux verranno riprese dal Codice Albertino e apprezzate dai giuristi in tutta Europa.
Un altro importante lavoro, rimasto incompiuto e inedito, viene fatto per lo Zar di Russia: un progetto per l'irrigazione e la bonifica della penisola di Crimea.
Del 1845 è l'ultimo lavoro in materia di acque. Arriva a Novara il ministro portoghese Josè d'Avila per consultarlo circa un progetto di un canale per irrigazione e navigazione parallelo al Tago e ne ottiene una memoria densa di utili consigli.
Altri importanti interventi riguardano:
- La risicoltura: dove prende posizione contro l'abolizione delle risaie ritenute da alcuni causa di malattie. Il riso, afferma, è un prodotto di grande utilità come alimento e di grande vantaggio economico nell'esportazione. Il problema non si risolve con l'abolizione delle risaie ma migliorando le condizioni di vita dei contadini perché una persona con fisico robusto ha più possibilità di far fronte a quelle malattie che minano la salute di un individuo denutrito e stanco. Nell'opera Delle risaie novaresi, scritta verso il 1828 vengono esposte con grande competenza ed esperienza (Il Giovanetti era proprietario di alcune tenute coltivate a riso) le sue teorie e le sue posizioni nelle dispute che in quegli anni vengono dibattute tra i vari autori.
- La gelsibachicoltura ed il Setificio: con l'opera “Della libera estrazione della seta greggia dal Piemonte”, del 1834, sostiene che per sviluppare l'industria serica occorre consentire al contadino bachicoltore e produttore del bozzolo e al trattore del filo di seta grezza la possibilità di esportare il prodotto collocandolo su di un mercato più largo a tutto vantaggio della qualità. A fronte del vecchio editto del 1751, che proteggeva in modo esagerato sia i filatori e che i tessitori, propone l'introduzione di un dazio che avrebbe portato denaro all'erario e scoraggiato il fiorente contrabbando.
- Il cotonificio: qui una curiosa norma, sempre in chiave protezionista (la legge delle cinque miglia), vietava di costruire cotonifici a meno di cinque miglia dal confine. Giovanetti difende come avvocato un industriale novarese, il Picchiottini, che aveva appunto uno stabilimento a Novara al limite di questa distanza dal Ticino, confine naturale con il Lombardo Veneto, ed al quale era stata imposto lo spostamento dell'azienda venuta a trovarsi, col variare dell'alveo del fiume, per pochi metri in posizione illegale.
- Sulle tasse annonarie (intese non come tasse sui prodotti ma come calmieri sui prezzi), il Rapporto dell'avv. Giacomo Giovanetti, consigliere della città di Novara, all'Amministrazione della medesima, sulla convenienza dell'abolizione delle tasse annonarie denuncia che impedendo la libera commercializzazione si provoca un abbassamento della qualità dei prodotti specialmente per quelli destinati all'alimentazione.
- In materia di pubblica istruzione si preoccupa di avviare i giovani all'apprendimento pubblico, sottraendoli alla bottega e alla corporazione: su disposizione della Contessa Tornielli Bellini, e con i fondi da essa provveduti, darà corpo all'Istituto d'Arte e Mestieri che ne porta il nome e che, aggiornato con le normative scolastiche,  ancora oggi funziona
- Sulla libertà di commercio dei grani è il portavoce ufficiale delle libertà frumentarie in Piemonte. il manoscritto Il commercio dei grani mette in evidenza come la concorrenza possa migliorare la qualità e garantire l'approvvigionamento.
- In materia giuridico-amministrativa pubblica in età giovanile, e quindi nel periodo napoleonico, il Manuale degli ufficiali dello stato civile, opera molto apprezzata che gli vale la nomina di sostituto Procuratore a Trento.

Il suo fondo manoscritti (gran parte inediti) è a disposizione degli studiosi presso l'Archivio di Stato di Novara mentre le sue opere a stampa e gli studi storici che lo riguardano sono reperibili presso la Biblioteca Civica di Novara e l'archivio storico dell'Associazione di Irrigazione est Sesia.